# Осада Штральзунда (1807)
Осада Штральзунда — осада и взятие французами крепости Штральзунд, занятой ранее шведскими войсками, в кампанию 1807 года в ходе войны четвёртой коалиции (франко-шведской войны 1805—1810 годов).

## Накануне
Когда Наполеон Бонапарт начал расширяться на восток в ходе наполеоновских войн, шведская империя первоначально занимала нейтральную позицию. В 1805 году Густав IV Адольф вступил в войну Третьей коалиции на антифранцузской стороне, чтобы отвоевать у союзника Наполеона Дании Норвегию. Его норвежским амбициям помешали несколько военных и дипломатических неудач.

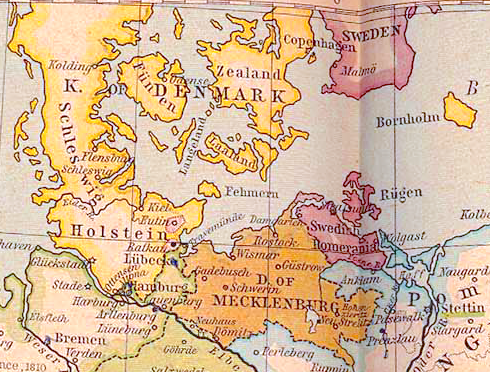
Шведская Померания

## Блокада
Штральзунд, порт в шведской Померании и остров Рюген защищали 15 000 шведских войск под командованием шведского губернатора Эссена. 28 января французские войска под командованием маршала Мортье переправились через реку Пене и опрокинули шведские авангарды у Грейфсвальде, пытаясь установить блокаду. 29 числа две дивизии Мортье подошли к порту и 30 января начали блокаду Штральзунда. В течение следующих двух месяцев обе стороны провели ряд стычек. Не имея контроля над островом Рюген, французы не смогли прервать морское сообщение Штральзунда и подвергались обстрелу со стороны шведских канонерских лодок. Во время блокады один французский кавалерийский и три пехотных полка были выведены из Мортье для борьбы с русскими войсками в Польше и заменены войсками Королевства Голландия. 
29 марта Мортье получил приказ покинуть дивизию Гранжана, чтобы поддерживать блокаду и с другой дивизией выступил на помощь в осаде Кольберга. После ухода Мортье Эссен вытеснил превосходящие по численности войска Гранжана с их позиций. Гранжан отступил к Анкламу, где 3 апреля он снова подвергся атаке и был вынужден отступить на юго-восток к крепости Штеттин на Одере, прибыв туда 7-го числа. Мортье повторил свои шаги и к 13 апреля собрал в Штеттине от 12 000 до 13 000 человек, примерно столько же, сколько в Эссене. В очень дождливую погоду Мортье начал оттеснять Эссен к Анкламу. 16 апреля Мортье разгромил шведов в битве при Беллинге. На следующий день Эссен отступил на северный берег Пене.

## Перемирие
Стремясь использовать людей Мортье против русских и пруссаков, Наполеон уполномочил маршала заключить перемирие со шведами. Начиная с 18 апреля французские и шведские войска заключили Шлатковское перемирие. К 29-му числа условия были выработаны. Шведы должны были остаться на северном берегу Пене. Они передали острова Узедом и Волин в устье Одера и пообещали не помогать пруссакам при осаде Кольберга или Данцига.
12 мая король Густав IV Адольф высадился в Штральзунде и 3 июля денонсировал перемирие. К этому времени Тильзитский договор только что лишил Швецию всех ее союзников, кроме Великобритании. Однако самодержец Густав IV Адольф считал Наполеона «монстром апокалипсиса» и не желал идти на компромисс в своей антифранцузской политике.

## Осада
24 июля французский маршал Гийом Брюн атаковал шведские позиции на реке Пене и вновь занял рубежи вокруг Штральзунда. Брюн собрал в общей сложности 40 000 человек. Город был обложен дивизиями Луазона, Буде и Молитора. В ночь на 4 августа начались траншейные работы и обстрел города. Густав IV Адольф покинул город 20 августа. Решив, что сопротивление бесполезно, шведы закололи пушки и сожгли лафеты. Они эвакуировали порт и перевезли порох и артиллерийские заряды на Рюген. Штральзунд был передан французам 24 августа. Французам достались 500 орудий и множество всевозможных запасов. 25 августа бригадный генерал Франсуа Николя Фририон и капитан военно-морского флота Пейтес де Монкабри атаковали укрепленный остров Данхольм недалеко от Рюгена и захватили его. В руки французов попали восемь крепостных орудий и шесть полевых орудий. 7 сентября капитулировал Рюген.

## Результаты
Французская оккупация Штральзунда была временно прервана, когда прусский фрайкор под командованием Фердинанда фон Шилля захватил город в мае 1809 года, но через несколько дней он был отбит в битве при Штральзунде. Когда наполеоновские войны были завершены Венским конгрессом в 1815 году, Штральзунд вместе со всей шведской Померанией стал частью прусской провинции Померания.